# Heather Harrington
Pour les articles homonymes, voir Harrington.
Heather A. Harrington (née en 1984) est une mathématicienne et universitaire américaine. Elle est professeure agrégée d'algèbre appliquée et de science des données et boursière de recherche de la Royal Society au Mathematical Institute d'Oxford.  

## Biographie
Harrington fait ses études secondaires à la Concord-Carlisle High School, dans le Massachusetts. Elle fait des études de mathématiques appliquées à l'université du Massachusetts à Amherst, où elle bénéficie d'une bourse Barry M. Goldwater (en), et obtient son diplôme summa cum laude en 2006. Elle prépare un doctorat à l'Imperial College London. Sa thèse, intitulée Mathematical models of cellular decisions, qu'elle soutient en 2010, est supervisée conjointement par Jaroslav Stark et Dorothy Buck,.  
Après sa thèse, elle fait des recherches postdoctorales en biologie des systèmes théoriques à l'Imperial College de 2010 à 2013, puis elle est chercheuse Hooke et chercheuse postdoctorale EPSRC  au Mathematical Institute d'Oxford et en tant que jeune chercheuse au St Cross College d'Oxford. En 2017, elle est nommée professeure agrégée et boursière de la Royal Society University Research à Oxford, où elle dirige le groupe de biologie des systèmes algébriques.
Elle mène des recherches dans le domaine par les systèmes dynamiques, la théorie des réseaux de réactions chimiques, l'analyse des données topologique et la biologie des systèmes.

## Prix et distinctions
En 2018, Harrington est l'une des lauréats du prix Whitehead de la London Mathematical Society « pour ses contributions remarquables à la biologie mathématique, qui ont engendré de nouvelles perceptions biologiques utilisant des applications novatrices de techniques topologiques et algébriques. ». Elle est co-lauréate avec Luitgard Veraart du prix Adams 2019 de l'Université de Cambridge, qui avait pour thème «Les mathématiques des réseaux ».